# La Souque
La Souque est un sommet des Pyrénées-Orientales, dans le Sud du massif du Canigou, à la limite des communes de Corsavy et Montferrer. Bien que n'excédant pas 1 635 m d'altitude, son sommet offre un large panorama sur tout le Vallespir, le Canigou et jusqu'à la plaine du Roussillon et la mer Méditerranée. Sa forme caractéristique, large et plate, est aisément reconnaissable depuis la plaine du Roussillon.

## Toponymie
La Souque est la francisation du catalan La Soca, qui a pour origine le mot celte Tsuka, « souche ».